# 마빈 윌리엄스

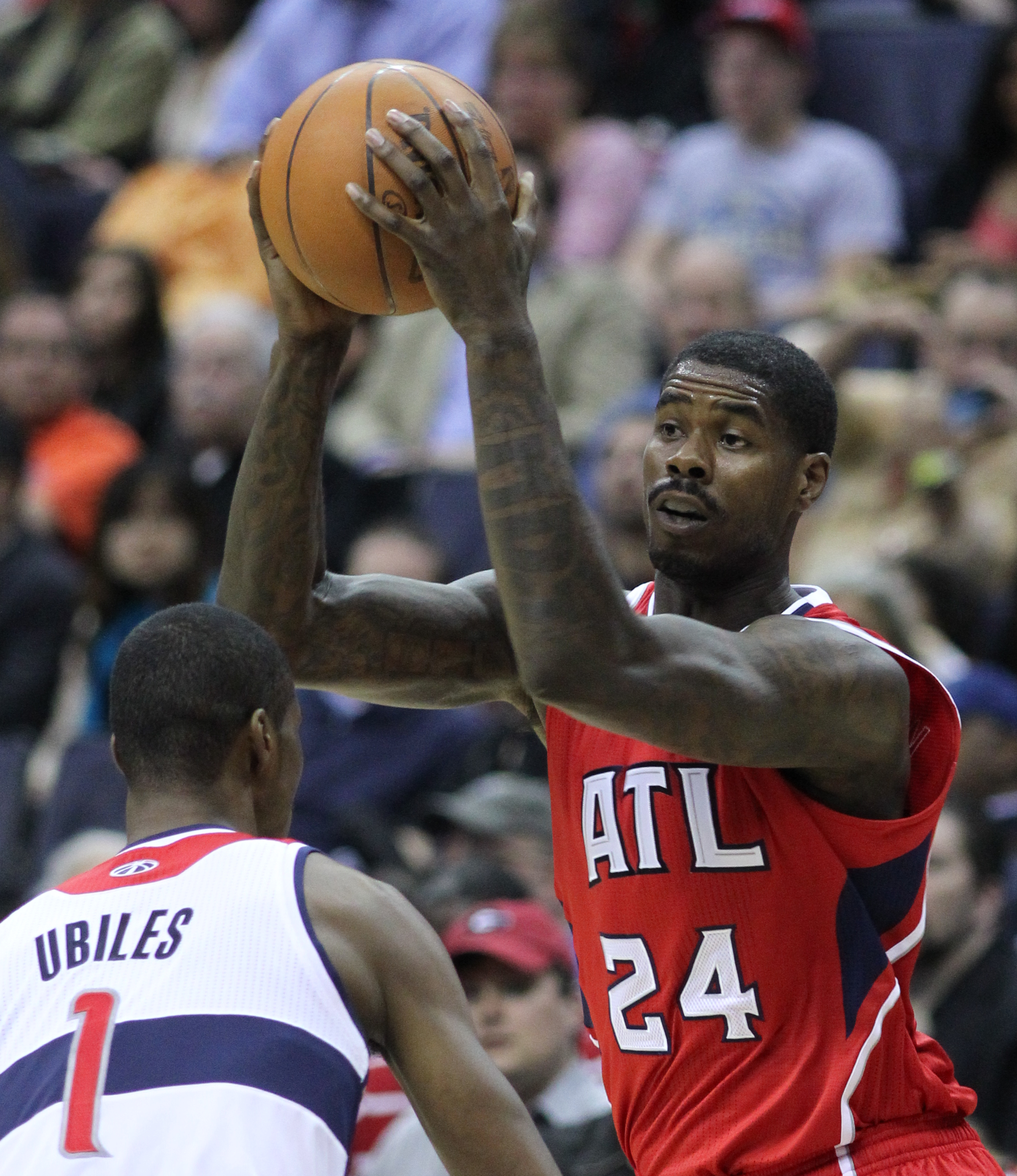

마빈 윌리엄스(Marvin Williams, 본명: 마빈 게이 윌리엄스 주니어, Marvin Gaye Williams Jr., 1986년 6월 19일 ~ )는 미국의 전직 프로 농구 선수이다. 2005년 NBA 드래프트에서 애틀랜타 호크스에 의해 전체 2순위로 드래프트되기 전까지 노스캐롤라이나 대학에서 한 시즌을 뛰었다.

## 고등학교 경력
워싱턴주 브레머튼 (워싱턴주)에서 태어나고 자란 윌리엄스는 브레머턴 고등학교에 다녔으며, 그곳에서 두 차례에 걸쳐 전주에 선발되었고 AP 통신이 선정한 워싱턴 올해의 선수로 선정되었다. 2002-03년 주니어 시절 그는 평균 23.9득점과 14리바운드를 기록했고 올해의 지역 선수로 선정되었다. 2003-04 시즌에 평균 28.7득점, 15.5리바운드, 5.1블록슛, 5.2어시스트를 기록했다. 이후 맥도날드 올 아메리칸으로 선정되었으며 1군 퍼레이드 올 아메리칸 영예를 얻었다.

## 대학 경력
윌리엄스는 2004-05년에 노스캐롤라이나에서 혼자 시즌을 보내며 타 힐스가 NCAA 챔피언십에서 우승하도록 도왔다. 일리노이와의 NCAA 결승전에서 1분 26초가 남은 그의 팁인은 70-70 무승부를 깨고 UNC가 75-70 승리를 거두었다. ACC 올해의 신인상을 수상했으며 만장일치로 ACC 올 아메리칸 팀에 선정되었다. 또한 All-ACC 어너러블 멘션을 받았다. 벤치 밖에서 36경기를 뛰며 그는 경기당 22.2분을 뛰며 평균 11.3득점, 6.6리바운드, 1.1스틸을 기록했다.
2005년 4월, 윌리엄스는 대학 자격 마지막 3년을 포기하고 NBA 드래프트를 선언했다.

## 프로 경력
- 애틀랜타 호크스 (2005-2012)
- 유타 재즈(2012~2014)
- 샬럿 호네츠 (2014-2020)
- 밀워키 벅스 (2020)